# Oncinotis nitida
Oncinotis nitida är en oleanderväxtart som beskrevs av George Bentham. Oncinotis nitida ingår i släktet Oncinotis och familjen oleanderväxter. Inga underarter finns listade i Catalogue of Life.